# بازی جدی

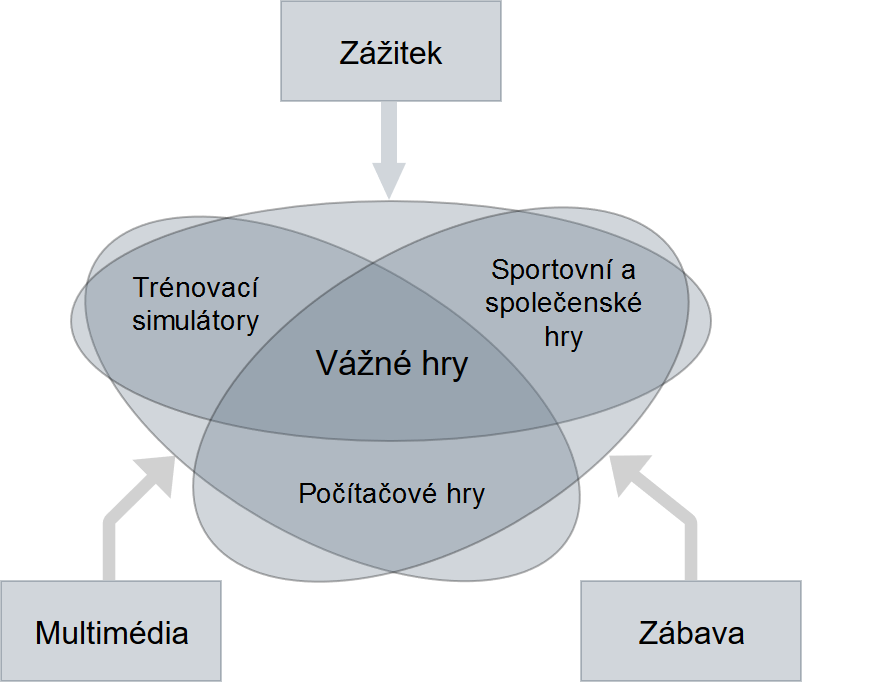
بازی جدی

یک بازی جدی (به انگلیسی: serious game) یا بازی کاربردی (به انگلیسی: applied game) نوعی بازی است که هدف اصلی از طراحی آن، چیزی فراتر از صرفاً سرگرمی است. صفت «جدی» به کاربرد محصول در حوزه‌هایی نظیر آموزش، پژوهش‌های علمی، سلامت، مدیریت بحران، برنامه‌ریزی شهری، مهندسی، سیاست و نظامی‌گری اشاره دارد.
بازی‌های جدی، به شبیه‌سازی رویدادهای دنیای واقعی یا فرایندهایی که به منظور حل مسئله طراحی شده‌اند می‌پردازد. با وجود اینکه بازی‌های جدی می‌توانند سرگرم‌کننده هم باشند، اما هدف اصلی از این بازی‌ها، آموزش کاربران است. البته این بازی‌ها ممکن است اهداف دیگری نظیر بازاریابی یا تبلیغات را نیز در پیش بگیرند. طراحان برخی از بازی‌های جدی، آگاهانه از جنبه‌های سرگرم‌کننده آن می‌کاهند تا به این ترتیب کاربر سریع‌تر بتواند به اهداف مورد نظر از بازی دست یابد. بازی‌های جدی یک ژانر متفاوت از بازی‌ها به حساب نمی‌آیند، بلکه یک دسته‌بندی از بازی‌ها هستند که هدفی متفاوت از بازی‌های صرفاً سرگرم‌کننده را در پیش دارند. این دسته‌بندی شامل بازی‌های آموزشی، بازی‌های تبلیغاتی، بازی‌های سیاسی و نیز بازی‌های مذهبی است. نکته مهم در طراحی بازیهای جدی، عدم قربانی شدن جنبه سرگرمی بازی برای دستیابی به هدف جدی است. چرا که در این صورت، دیگر بازی نبوده و بازی مخاطبان خود را از دست خواهد داد. 
جشنواره جایزه بازی های جدی مهمترین رویداد معرفی بهترین بازی های جدی در ایران است که هر ساله توسط بنیاد ملی بازی های رایانه ای برگزار می شود. بازی سردار و تیزران از دانشگاه هنر اسلامی تبریز، بازی چلچلی و بازی الفباشی از جمله بازی‌های برتر منتخب این جشنواره در سال‌های اخیر بوده‌اند. دکتر بهروز مینایی از دانشگاه علم و صنعت ایران، دکتر یونس سخاوت از دانشگاه هنر اسلامی تبریز، دکتر جواد راستی از دانشگاه اصفهان و دکتر هادی مرادی از دانشگاه تهران از فعالان دانشگاهی حوزه بازی های جدی در ایران هستند. کنفرانس بازیهای رایانه ای، فرصتها و چالشها از جمله کنفرانس های مطرح در زمینه بازی های جدی در ایران است که از سال ۱۳۹۴ در ایران برگزار شده است.